# Harri Haamer
Harri Haamer (auch Harry, * 25. Junijul. / 8. Juli 1906greg. in Kuressaare, Estland; † 8. August 1987 in Viljandi) war ein estnischer Geistlicher und Schriftsteller.

## Leben
Harri Haamer ging in Saaremaa zur Schule und studierte von 1924 bis 1929 an der Universität Tartu Theologie. 1929 absolvierte er sein Probejahr als Vikar bei Gustav Haller, der von 1898 bis 1937 Pastor im westestnischen Martna war und 1939 Estland verließ. Haller übersetzte Haamers Bücher und setzte diese Tätigkeit auch nach dem Krieg fort.
Nach seiner Ordination arbeitete Haamer in verschiedenen Gemeinden als Pastor: von 1929 bis 1933 in Püha auf Saaremaa, von 1933 bis 1948 in Tartu und von 1955 bis zu seinem Tode in Tarvastu. Von 1948 bis 1955 war er in Sibirien inhaftiert bzw. verbannt.

## Werk
Haamer war seit 1929 erster Jugendsekretär der Estnischen Evangelisch-Lutherischen Kirche und in der Pfadfinderbewegung aktiv. In dieser Funktion verfasste er zahlreiche Schriften ideologischen und erbaulichen Inhalts.

## Rezeption im deutschsprachigen Raum
Drei seiner Jugendbücher wurden ins Deutsche übersetzt, weswegen seine Rezeption über einen reinen Zufallsbeleg hinausgeht.
- Großmutters Engelgesang. Sieben Geschichten für Kinder und Kinderfreunde. Mit Illustrationen. Autorisierte Uebersetzung aus dem Estnischen von Gustav Haller. St. Gallen: Buchhandlung der Evangelischen Gesellschaft 1939. 62 S.
- Jesus ruft. Sieben Erzählungen für die Jugend. Mit Illustrationen. Autorisierte Uebersetzung aus dem Estnischen von Gustav Haller. St. Gallen: Buchhandlung der Evangelischen Gesellschaft 1939. 68 S.
- (unter dem Pseudonym Harry): Esther. Die Geschichte eines kleinen Mädchens. Aus dem Estnischen übersetzt von Gustav Haller. Konstanz: Christliche Verlagsanstalt 1947. 63 S.

Die Geschichten behandeln dem Genre entsprechend die Hinwendung zu Gottesdienst und Gebet und enthalten kaum Estland-Spezifisches. Nur ganz gelegentlich tauchte mal ein (fiktiver) Ortsname wie Kaardu auf, der für eine deutsche Leserschaft fremdländisch klingen mag.
Später sind auch seine Sibirien-Erinnerungen, die postum (1993) veröffentlicht worden sind, auf Deutsch erschienen:
- Unser Leben ist im Himmel. Erinnerungen an Sibirien. Übersetzung aus dem Estnischen Dipl.-Ing. Boris von Drachenfels. Halle: Projekte-Verlag 2007. 215 S.

## Sekundärliteratur
- Sirje Kiin: Laagrikirjandus Eesti moodi, in: Looming 7/1991, S. 995–997.